# Grand Prix Brazylii 1977

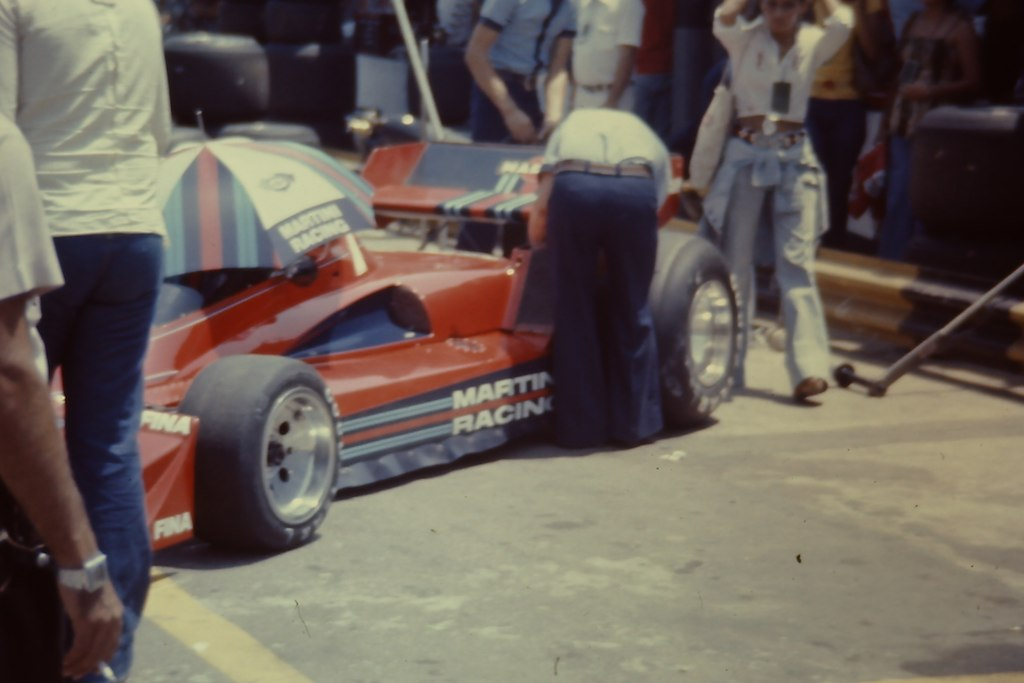
Brabham BT45B podczas Grand Prix Brazylii 1977

Grand Prix Brazylii 1977 (oryg. Grande Prmio do Brasil) – druga runda Mistrzostw Świata Formuły 1 w sezonie 1977, która odbyła się 23 stycznia 1977, po raz piąty na torze Interlagos.
6. Grand Prix Brazylii, piąte zaliczane do Mistrzostw Świata Formuły 1.

## Klasyfikacja
| Legenda oznaczeń w tabelach wyników Wyświetl szablon na nowej stronie | Legenda oznaczeń w tabelach wyników Wyświetl szablon na nowej stronie                                                                     |
| Oznaczenie                                                            | Wyjaśnienie |
| --------------------------------------------------------------------- | --- |
| Złoty                                                                 | Zwycięzca lub mistrzostwo |
| Srebrny                                                               | 2. miejsce lub wicemistrzostwo |
| Brązowy                                                               | 3. miejsce lub II wicemistrzostwo |
| Zielony                                                               | Ukończył, punktował (w klasyfikacji generalnej, gdy zdobył co najmniej jeden punkt na przestrzeni sezonu, poza trzema powyższymi opcjami) |
| Niebieski                                                             | Ukończył, nie punktował (w klasyfikacji generalnej, gdy nie zdobył co najmniej jednego punktu na przestrzeni sezonu)                      |
| Czerwony                                                              | Nie zakwalifikował się (NZ) |
| Czerwony                                                              | Nie prekwalifikował się (NPK) |
| Różowy                                                                | Nie ukończył (NU) |
| Różowy                                                                | Niesklasyfikowany (NS) (w klasyfikacji generalnej, gdy nie został sklasyfikowany w żadnym wyścigu sezonu)                                 |
| Czarny                                                                | Zdyskwalifikowany (DK) |
| Czarny                                                                | Wykluczony (WYK/EX) |
| Biały                                                                 | Nie wystartował (NW) |
| Biały                                                                 | Kontuzjowany (K/INJ) |
| Biały                                                                 | Wyścig odwołany (OD/C) |
| Bez koloru                                                            | Został wycofany (WYC/WD) |
| Bez koloru                                                            | Nie przybył (NP/DNA) |
| Bez koloru                                                            | Nie brał udziału w treningach (NT/DNP) |
| Bez koloru                                                            | Nie został zgłoszony (–) |
| Pogrubienie                                                           | Start z pole position |
| Kursywa                                                               | Najszybsze okrążenie wyścigu |
| †                                                                     | Nie ukończył, ale jego rezultat został zaliczony ze względu na przejechanie więcej niż 90% dystansu wyścigu.                              |
| *                                                                     | Sezon w trakcie |
| 1/2/3                                                                 | Punktowana pozycja w sprincie kwalifikacyjnym                                                                                             |
| Lista systemów punktacji Formuły 1                                    | |

| Pos | No | Kierowca           | Konstruktor        | Okrążeń | Czas/powód NU | Poz. Start. | Punktów |
| --- | -- | ------------------ | ------------------ | ------- | ------------- | ----------- | ------- |
| 1   | 12 | Carlos Reutemann   | Ferrari            | 40      | 1:45:07.72    | 2           | 9       |
| 2   | 1  | James Hunt         | McLaren-Ford       | 40      | 10.71         | 1           | 6       |
| 3   | 11 | Niki Lauda         | Ferrari            | 40      | + 1:47.51     | 13          | 4       |
| 4   | 28 | Emerson Fittipaldi | Fittipaldi-Ford    | 39      | + 1 Okrążenie | 16          | 3       |
| 5   | 6  | Gunnar Nilsson     | Lotus-Ford         | 39      | + 1 Okrążenie | 10          | 2       |
| 6   | 17 | Renzo Zorzi        | Shadow-Ford        | 39      | + 1 Okrążenie | 18          | 1       |
| 7   | 29 | Ingo Hoffmann      | Fittipaldi-Ford    | 38      | + 2 Okrążeń   | 19          |         |
| NU  | 8  | Carlos Pace        | Brabham-Alfa Romeo | 33      | Wypadek       | 12          |         |
| NU  | 16 | Tom Pryce          | Shadow-Ford        | 33      | Silnik        | 5           |         |
| NU  | 18 | Hans Binder        | Surtees-Ford       | 32      | Zawieszenie   | 20          |         |
| NU  | 7  | John Watson        | Brabham-Alfa Romeo | 30      | Wypadek       | 7           |         |
| NU  | 26 | Jacques Laffite    | Ligier-Matra       | 26      | Wypadek       | 14          |         |
| NU  | 4  | Patrick Depailler  | Tyrrell-Ford       | 23      | Wypadek       | 6           |         |
| NU  | 5  | Mario Andretti     | Lotus-Ford         | 19      | Zapłon        | 3           |         |
| NU  | 9  | Alex Ribeiro       | March-Ford         | 16      | Silnik        | 21          |         |
| NU  | 2  | Jochen Mass        | McLaren-Ford       | 12      | Wypadek       | 4           |         |
| NU  | 3  | Ronnie Peterson    | Tyrrell-Ford       | 12      | Wypadek       | 8           |         |
| NU  | 22 | Clay Regazzoni     | Ensign-Ford        | 12      | Wypadek       | 9           |         |
| NU  | 19 | Vittorio Brambilla | Surtees-Ford       | 11      | Wypadek       | 11          |         |
| NU  | 20 | Jody Scheckter     | Wolf-Ford          | 11      | Silnik        | 15          |         |
| NU  | 10 | Ian Scheckter      | March-Ford         | 1       | Skrz. biegów  | 17          |         |
| NU  | 14 | Larry Perkins      | BRM                | 1       | Przegrzanie   | 22          |         |